# سورنامه

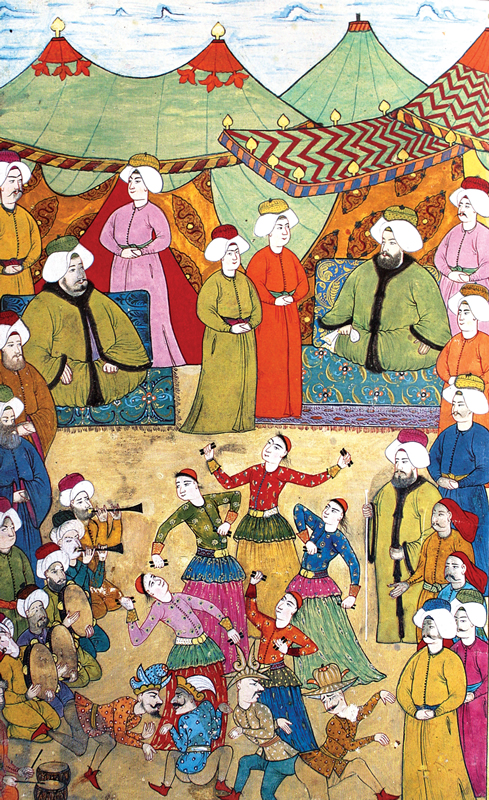
تصویر از نوازندگان و رقصندگان سرگرم کنندگن در سورنامه ای متعلق به ۱۷۲۰.

سورنامه، مجموعه ای از تصاویر بودند که جشن‌های امپراتوری عثمانی را در تصاویر و متون ثبت می‌کردند. این جشن‌ها معمولاً شامل مراسم‌های ازدواج و ختنه سوران می‌شدند. این آلبوم‌ها معمولاً توسط خاندان سلطنتی اغلب خود سلطان حاکم آن زمان سفارش داده می‌شد. سورنامه‌ها بازگوکنندهٔ جشنها و اتفاقات آن‌ها به ترتیب اتفاق افتادنشان، مانند: ورود سلطان، جشن، هنرمندان، نوازندگان، رقصان، هدیه دادن، آتش‌بازی، ختنه‌سوران و مراسم ازدواج بودند. اگر چه بسیاری از سورنامه‌ها برای جشن ختنه شاهزادگان عثمانی سفارش داده می‌شد، اما اولین سورنامه متعلق به یک مراسم عروسی در سال ۱۵۲۴ است.

## اهمیت

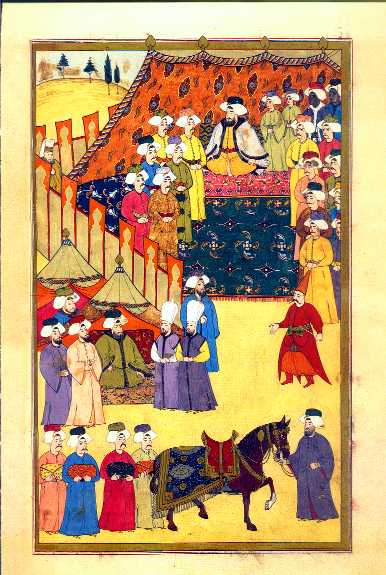
پاشاها از سرتاسر امپراتوری عثمانی برای دادن هدیه به سلطان گرد آمده‌اند.

دلایل بسیاری باعث تشکیل این گونه آلبوم‌ها می‌شد. اولا، با راه اندازی آلبوم‌هایی که با دسته‌روی خاصی تنظیم شده‌اند، عظمت این رویداد را نشان می‌داد. نقاشی‌های رنگارنگ که صفحات این آلبومها را پر کرده بودند، نشان دهندهٔ پر زرق و برق بودن و هزینه‌های بالا بود. در این جشن‌ها و ساخت کتاب‌های این جشن‌ها از هیچ هزینه ای ابا نداشتند. سلطان‌های عثمانی همچنین خواستار ماندگاری خاطراتی از ختنه فرزندان پسرشان یا مراسم ازدواج دخترانشان بودند. این آلبوم‌ها به نسل‌های آینده اجازه می‌داد که جشن‌ها را تجربه کنند. این صفوف‌ها شامل بسیاری از جناح‌های جامعه می‌شد که در آن نقش و تأثیر می‌گذاشتند و به ایجاد احساس یکپارچگی در جامعه کمک می‌کرد. این امر به حمایت مردمی از سلطان و امپراتوری عثمانی کمک می‌کرد.
سورنامه‌ها اغلب بر روی رویدادهای ناخواسته و غیرقابل تحسین، به منظور حفظ یک تصویر مناسب تر، پرده می‌کشید. این آلبوم‌ها به ایجاد یک تصویر مثبت از قدرت سلطان و دولتش کمک می‌کنند. از آن‌جایی که خانوادهٔ سلطنتی این جشن‌ها را به نمایش می‌گذاشت، حفظ حمایت مردمی و تقویت قدرت برای آنها مهم بود؛ زیرا آنها با رای مردم به قدرت نرسیده بودند، بلکه به آنها منتقل شده بود. تمام جشن‌ها و سورنامه‌هایشان این پیام را منتقل می‌کردند که اقدامات حکومت باعث ایجاد نظم در دنیای آشوب زدهٔ طبیعی به وجود آورده‌است. یکی دیگر از انگیزه‌های ایجاد این آلبومها، شهرتی بود که سلطان‌ها می‌خواستند در خارج از امپراتوری برای خود حفظ کنند. تحت تأثیر قرار دادن دیپلمات‌های خارجی که شاهد جشن بودند، مهم بود زیرا دیپلمات‌ها به حاکمانشان در اروپا گزارش می‌دادند. آنها نه تنها در مورد وضعیت کنونی امپراتوری عثمانی، بلکه رویدادها و نمایش‌های بزرگ گزارش می‌دادند.

## سیر تحول

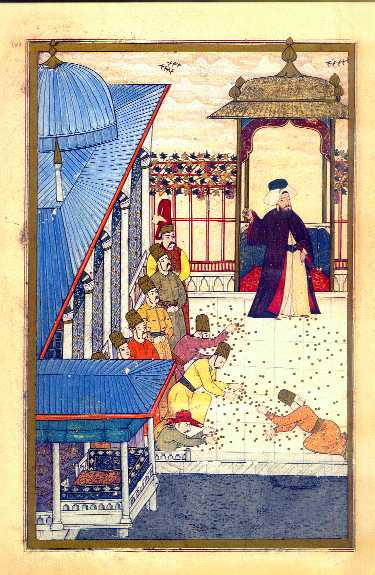
در طول مراسم سلطان برای نشان دادن ثروت خاندان حکومتی سکهٔ طلا بر سر حضار می‌پاشد.

جشن‌ها و مراسم‌های بسیاری در امپراتوری عثمانی برگزار می‌شد، اما تنها استادانه‌ترین آنها در سورنامه‌های همایون ثبت می‌شد. در زیر جشن‌هایی آمده‌اند که به‌طور دقیق مستند شده‌اند:
- ۱۵۲۴ اولین جشن شناخته شده‌ای که برای آن سورنامهای وجود داشت، مراسم ازدواج شاهزاده خدیجه، خواهر سلطان سلیمان اول، با وزیر اعظم ابراهیم پاشای پارگایی بود. این سورنامه به سفارش سلطان سلیمان به منظور ثبت وقایع انجام شد.[۲]
- ۱۵۳۰ سلیمان این جشن را در سال ۱۵۳۰ برگزار کرد و سه هفته طول کشید. او تصمیم گرفت جشن را در این زمان بگذراند، زیرا با اینکه ارتشش به وین نرسید، آنها شکست نخوردند و مجبور به عقب‌نشینی شدند تا جشن به عنوان یک استراتژی سیاسی واقع شود.[۴]
- ۱۵۸۲این سورنامهٔ همایون، برای یک جشن ختنه‌سوران و همچنین به یادبود پسر سلطان مراد سوم شاهزاده محمد، به راه افتاد. این جشن پنجاه و دو روز به طول انجامید و احتمالاً یکی از با شکوه‌ترین و بزرگ‌ترین جشن‌هایی بود که عثمانی‌ها تا به آن زمان برگزار کرده بودند و به خوبی نیز مستند شده بود. سازماندهی این سورنامه از لحاظ زمانی انجام شده بود، هر روز به ترتیب وقوع اتفاق‌ها ثبت می‌شد. این کتاب توسط نویسنده ای به نام انتظامی ساخته شده‌است که یک تخلص هنری است و تصاویر عمدتاً توسط هنرمندان درباری[۲] از جمله نقاش عثمان انجام شده‌است.
- ۱۷۲۰سورنامهٔ همایون سال ۱۷۲۰ توسط سلطان احمد سوم برای ختنه‌سوران چهار فرزندش برگزار شد، این جشن پانزده روز طول کشید. این جشن توسط وهبی ثبت شد که متن را برای این کتاب نیز ارائه داده‌است. تصاویر توسط عبدالجلیل لونی و دستیارانش ساخته شده‌است. این آخرین جشنی بود که در سورنامه‌ای ثبت شده بود و این نیز آخرین نوع خود از لحاظ عظمت بود. وهبی همچنین در سورنامه می‌گوید که او برای ساختن این کتاب، با پیروزی در یک رقابت انتخاب شده بود.[۲]